# Laokont
Laokont je bio trojanski prorok koji je živio za vrijeme Trojanskog rata. On je, kada su Grci ostavili drvenog konja pred trojanskim vratima, izjavio poznatu izreku "Što god da to je bojim se Danajaca i kad darove nose (Quidquid id est, timeo Danaos et dona ferentes)".